# Арчери - Изолото (Трапани)
Арчери - Изолото је насеље у Италији у округу Трапани, региону Сицилија.
Према процени из 2011. у насељу је живело 66 становника. Насеље се налази на надморској висини од 7 м.